# Richard Jeffrey
Richard Carl Jeffrey (Boston, 5 agosto 1926 – Princeton, 9 novembre 2002) è stato un filosofo e logico statunitense, noto soprattutto per aver sviluppato e sostenuto una posizione nota come probabilismo radicale e in relazione ad esso il cosiddetto condizionamento di Jeffrey.

## Biografia
Nato a Boston, nel Massachusetts, Jeffrey prestò servizio nella Marina degli Stati Uniti durante la seconda guerra mondiale . Fu studente di Rudolf Carnap e Carl Hempel. Studiò presso l'Università di Chicago nel 1952 e ottenne il dottorato di ricerca dall'università di Princeton nel 1957. Dopo aver ricoperto incarichi accademici presso l'MIT, il City College di New York, la Stanford University e l'Università della Pennsylvania, entrò a far parte della facoltà di Princeton nel 1974, qui è diventato professore emerito lì nel 1999. Fu anche visiting professor presso l'Università della California, Irvine.
Jeffrey, che morì di cancro ai polmoni all'età di 76 anni, era noto per il suo senso dell'umorismo, che spesso si manifestava nel suo stile di scrittura.

## Opera filosofica
Jeffrey era specializzato in epistemologia e teoria delle decisioni. In questi ambiti è noto per aver difeso e ampliato l'approccio bayesiano alla probabilità.
Jeffrey ha anche partecipato alla scrittura di due volumi di logica ampiamente usati e influenti: Formal Logic: Its Scope and Limits (un'introduzione di base alla logica), Computability and Logic (un testo più avanzato che tratta, tra le altre cose, del famoso negativo risultati della logica del ventesimo secolo come i teoremi di incompletezza di Gödel e il teorema di indefinibilità di Tarski).